# Oberer Erdmantel
Als Oberer Erdmantel wird in den Geowissenschaften jener plastisch verformbare Teil des Erdmantels bezeichnet, der die Erdkruste trägt und unter ihr bis in Tiefen von 410 km reicht. Zählt man (wie meist üblich) auch die sog. Übergangszone zum Obermantel, so reicht er bis in etwa 750 Kilometer Tiefe (die Angaben in der Fachliteratur schwanken zwischen 650 und 900 km). Diese Gesteinsschichten umfassen fast ein Drittel des gesamten Mantels, dessen Grenze zum Erdkern durch verschiedene geoseismische Methoden mit durchschnittlich 2898 km Tiefe bestimmt wurde.
Der gesamte Erdmantel hat eine Masse von etwa 4,08·1024 kg oder rund 68 % der gesamten Erdmasse. Seine Temperatur nimmt von etwa 300–400 °C an der Mantelobergrenze (heißer unter Vulkanketten) bis zum Beginn des Erdkerns auf etwa 3500 °C zu. Damit wird der Schmelzpunkt vieler Gesteine deutlich überschritten und Teile des Oberen Erdmantels müssten eigentlich bereits verflüssigt sein, würde dort nicht ein extrem hoher lithostatischer Druck herrschen. So bleibt das Gestein in situ relativ fest. Manchmal wird es mit der Viskosität von Siegellack verglichen, der sich – über eine Tischkante gelegt – nach einigen Tagen nach unten biegen würde. Dennoch reichen die tiefsten Erdbeben  bis etwa 600 km hinab, was theoretisch noch nicht völlig geklärt ist.

## Erdbeben und Gesteinsgrenzen
Da die Erdkruste je nach geografischer Lage auf Kontinent oder Meer eine Dicke zwischen 10 und 70 km besitzt, hat der obere Erdmantel eine örtlich leicht veränderliche Mächtigkeit von etwa 700 km ± 30 km.
Die obere Grenzfläche des Oberen Erdmantels – zur Erdkruste – ist durch eine Änderung der Gesteine charakterisiert: oben helle Granite und andere „saure“ Gesteine (hoher Anteil an Quarz = SiO2), unten dunkle, „basische“ Basalte und Silikate. Wegen des kompakteren Mantelmaterials wächst unterhalb der Kruste die Geschwindigkeit der seismischen Wellen von 6½ auf fast 8 km/s (Mohorovičić-Diskontinuität). Trotz zunehmender Temperatur von hunderten Graden sind die Gesteine bis in Tiefen von 100 bis 150 km noch fest und relativ spröde. Daher wird die oberste Schicht des Erdmantels (durchschnittlich 100 km; lithosphärischer Mantel) zusammen mit der Erdkruste auch Lithosphäre genannt (griech. λίθος, líthos = Stein). Unter den Kontinenten ist sie besonders dick und massiv.
Die Tiefe der möglichen unteren Begrenzung des Oberen Erdmantels ist relativ einheitlich. Sie äußert sich durch eine plötzliche Zunahme der Dichte von etwa 4,2 auf 4,5 g/cm³ – und eine gleichzeitige Änderung der Geschwindigkeit der Erdbebenwellen von 10 auf 11 km pro Sekunde. Der mit der Tiefe stark ansteigende Druck (etwa 30 Gigapascal) verursacht hier einen Phasenübergang der heißen Olivin-Minerale vom Spinell zu noch kompakteren Kristallstrukturen. Seit einiger Zeit kann man ähnlich starke Drücke mit hydraulischen Pressen erzeugen (siehe Weblinks) und so die möglichen Mantelgesteine eingrenzen.

## Die Asthenosphäre
Unter der Lithosphäre beginnt in den nicht vom Archaikum geprägten Regionen der Erde die Asthenosphäre, die wegen der höheren Temperatur (über 500 °C) eine gewisse Plastizität besitzt. Diese „nachgiebige, schwache“ Schicht (griech. asthenḗs) reicht 200 bis 300 km tief. Auf ihrer oberen Grenzfläche können sich die Krustenplatten (mit und ohne Kontinenten) langsam verschieben (Plattentektonik), was nach den Messdaten der Erdmessung und Satellitengeodäsie mit 2 bis 20 cm pro Jahr erfolgt.
Eine dünne Zone mit geringerer Viskosität, die auf ein teilweises Aufschmelzen entlang der Korngrenzen im Gestein zurückgeht, wirkt als „Gleitmittel“. Sie macht sich für Geophysiker durch einen lokalen, aber merklichen Rückgang der seismischen Geschwindigkeiten (P- und S-Wellen) bemerkbar, was zum Namen Low-velocity-Zone geführt hat.

## Übergangszone zum tieferen Erdmantel
In der Übergangszone zwischen 400 und etwa 700 km Tiefe, wo die meisten Geophysiker den Oberen Mantel enden lassen, haben die Seismologen eine Reihe weiterer Schichten entdeckt, an denen die Erdbebenwellen geringfügig reflektiert werden. Diese Diskontinuitäten werden meist nach ihrer durchschnittlichen Tiefe bezeichnet (die Angaben können jedoch um bis zu 100 km variieren):
- an der scharfen 410-km-Diskontinuität wandelt sich das Olivin – das an der Erdoberfläche eine Dichte von etwa 3,3 g/cm³ hat – in eine wesentlich dichtere β-Phase um.
- In etwa 520 km Tiefe (520-km-Diskontinuität) folgt die γ-Phase (Ringwoodit) mit einem kleinen Anteil kalziumhaltiger Minerale; als Ca-Perovskit gibt es sie auch im unteren Erdmantel.
- Ab 600–800 km (660-km-Diskontinuität) schließlich zerfallen die von der Erdoberfläche her bekannten Gesteine und nehmen eine neue, äußerst kompakte Struktur an. Dort vermutet man Temperaturen von ca. 1400 °C bis 1700 °C.

Auf den weiteren 2000 Kilometern bis zum Erdkern – wo das Eisen beginnt und die Temperatur 3500 °C erreicht – kann die Dichte deshalb nur mehr um 1 Einheit auf 5–6 g/cm³ zunehmen.

## Chemisch-mineralogische Zusammensetzung
Die dunklen, ultrabasischen Gesteine des Oberen Erdmantels bestehen mit ziemlicher Sicherheit aus verschiedenen Varianten des Olivin (Mg,Fe)2SiO4, das durch Peridotite ergänzt wird. Letztere setzen sich in variantenreichen Mischungen vornehmlich aus Olivin, Ortho- und Klinopyroxen zusammen. Die meisten dieser Minerale gehören zu den Magnesium-Eisen-Silikaten, und die chemische Grundform der Pyroxene ist (Mg,Fe)2Si2O6.
Die oben angeführten Phasenübergänge zwischen 400 und 700 km Tiefe hängen mit der Kompressibilität des Olivin und dem sehr hohen Druck der darüber lagernden Erdschichten zusammen. In Tiefen von etwa 700 km werden die o.e. Gesteine aber dennoch instabil und wandeln sich bei Temperaturen vieler hundert Grad bzw. bei Drücken um 25 GPa (250.000-facher Luftdruck) in andere Minerale um, weil sich ihre innere Struktur verändert (Phasentransformation). Daher dürften ab der entsprechenden Tiefe Materialien wie Perovskit (technisch in Kristall-Lasern genützt) und Ferroperiklas. Perovskit (dessen Name noch eine zweite Bedeutung hat) ist ein Eisen- und Magnesium-haltiges Silikatgestein mit der Grundform (Mg,Fe)SiO3.
Gegenüber der Erdkruste ist der Unterschied des Mantelmaterials aber nicht nur durch die hohen Drücke und Temperaturen bedingt, sondern auch durch verschiedene chemische Zusammensetzungen. Das Mantelgestein hat weniger Silizium- und Aluminium-Anteile als die Erdkruste und mehr Magnesium und auch Eisen. Daher nennt man die oberen Bereiche des Mantels auch öfters Sifema – im Gegensatz zum Sial der Kontinentblöcke und zum Sima der ozeanischen Kruste. Diese von Geologen zwar ungern verwendeten (aber im Schul- und Sprachgebrauch verankerten) Begriffe darf man sich als körniges, helles Festgestein wie etwa den Granit (mittlere SiAl-Dichte ~2,7 g/cm³ oder 2700 kg/m³) vorstellen, bzw. als dunkles, dem Basalt oder Gabbro ähnliches SiMa-Gestein mit 3,3 bis 4 g/cm³. Das Material des Oberen Mantels erreicht hingegen in größerer Tiefe bis 5 g/cm³.